# Tanjung Setia (Buay Pematang Ribu Ranau Tengah)
Tanjung Setia is een bestuurslaag in het regentschap Ogan Komering Ulu Selatan van de provincie Zuid-Sumatra, Indonesië. Tanjung Setia telt 961 inwoners (volkstelling 2010).